# Лонгісквама
Лонгісквама (Longisquama) — примітивна рептилія, що існувала у тріасовому періоді, 235 млн років тому. Особливістю будови тварини є довгі пероподібні відростки на спині, які, можливо, були призначені для ширяючого польоту.

## Скам'янілості

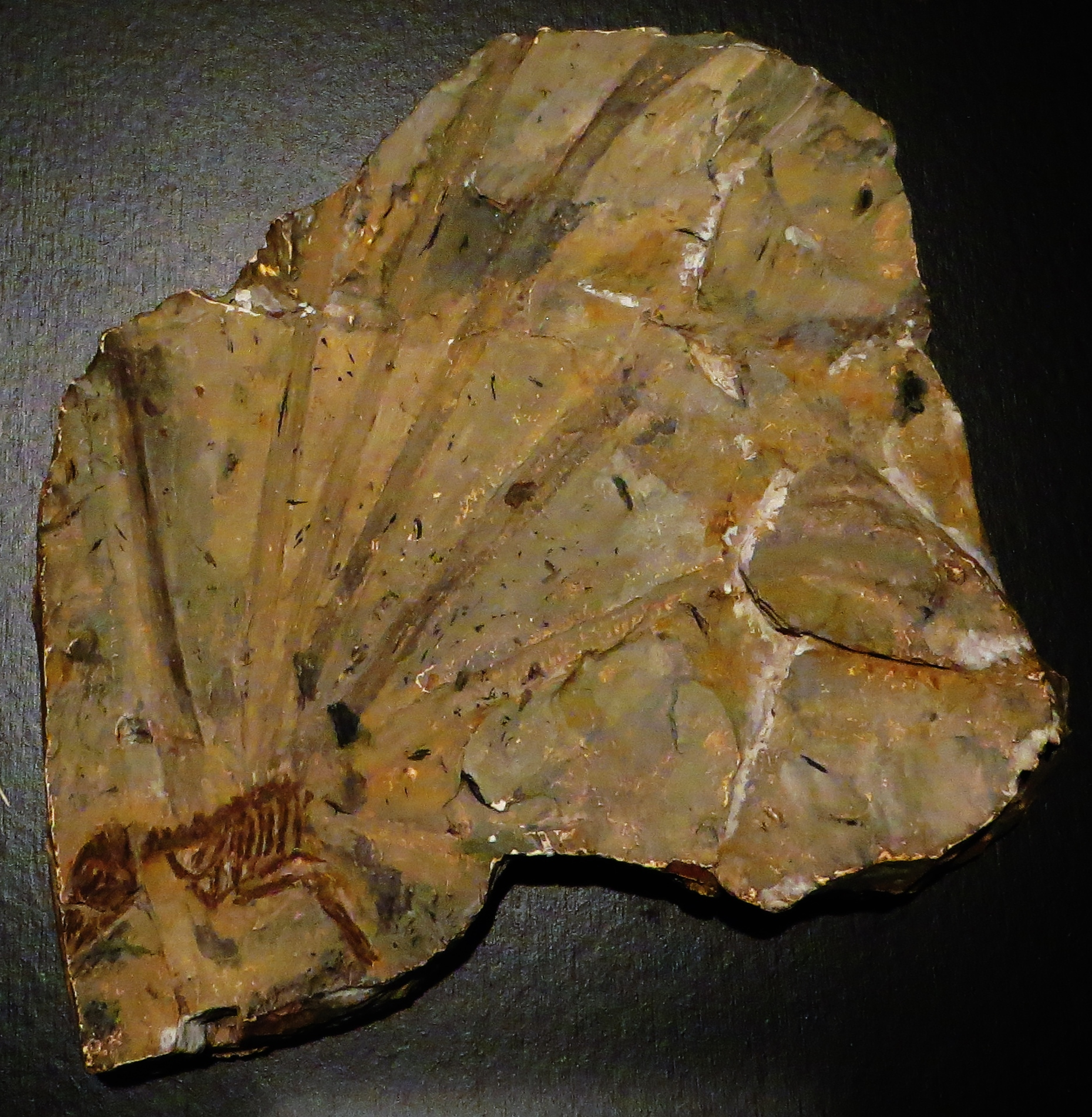
Зліпок типового зразка

Описана за неповним скелетом, який знайдений на території Киргизстану, в урочищі Мадиген Ферганської долини. Було знайдено передню частину скелета, череп і чіткі відбитки довгих лусочок, що накладаються одна на одну і які розташовувалися на задньому краю передніх кінцівок. Зараз рештки знаходяться в колекції Московського палеонтологічного інституту Академії наук Росії.

## Опис

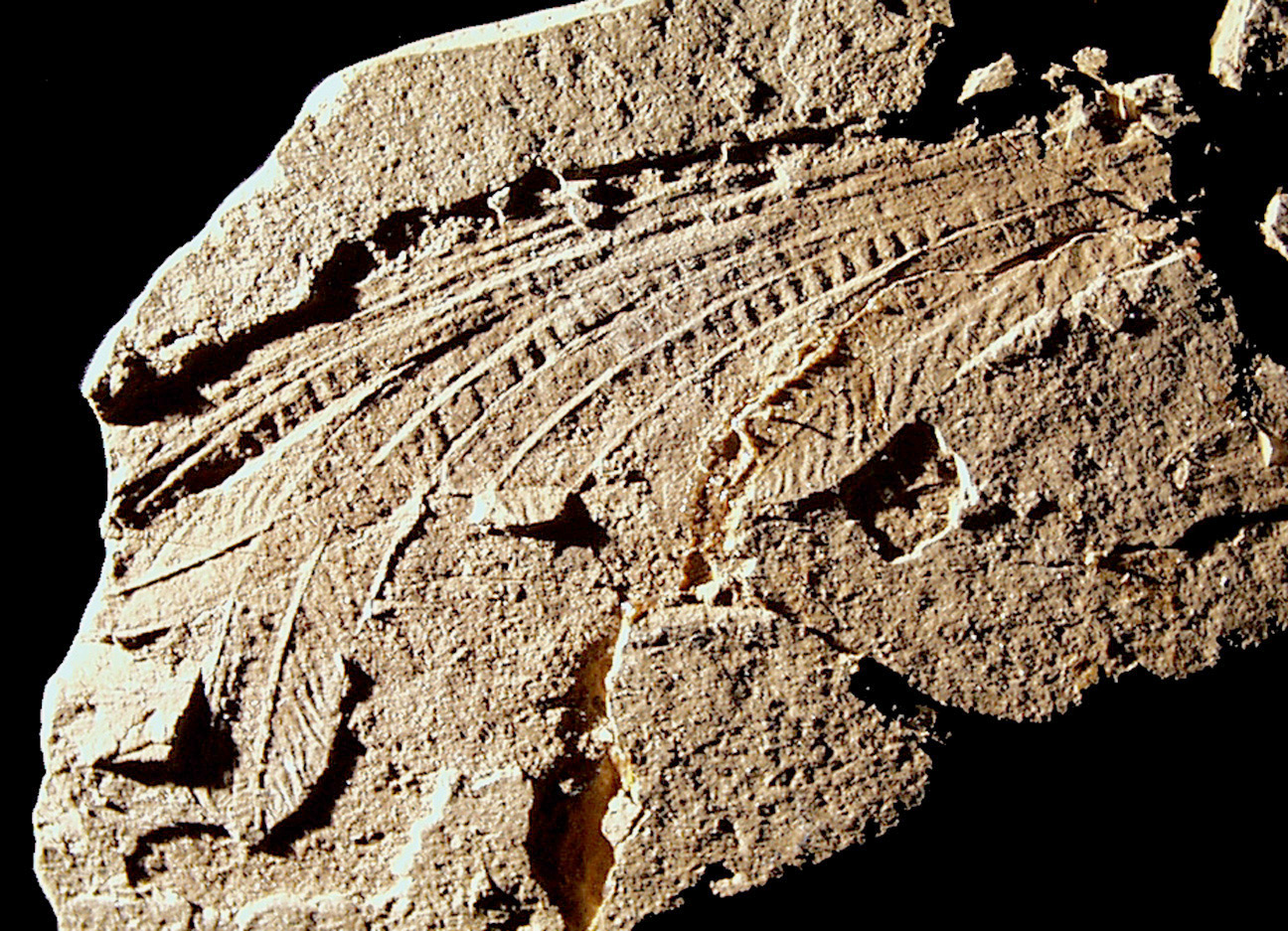
Ізольовані структури спини паратипового зразка PIN 2584/9

Хижа рептилія, харчувалося дрібними комахами.
Спинні придатки лонгісквами, які є її відмінною рисою, довгі, до 10—12 см, розширені та з віялом, осьовий стрижень порожнистий. Розташування і призначення лускатих придатків не з'ясоване. На реконструкціях вони зазвичай розташовуються на спині. Невідомо, чи були вони горизонтальними або вертикальними, в один або два ряди розташовувалися, чи були рухливими. Луски могли використовуватися для терморегуляції або для соціальної поведінки.